# Amazonides perspicua
Amazonides perspicua là một loài bướm đêm trong họ Noctuidae.